# فيلهلم رايش
فيلهلم رايش (24 مارس 1897 - 3 نوفمبر 1957) هو طبيب نمساوي ومحلل نفسي، من أعضاء الجيل الثاني من المحللين النفسيين بعد سيغموند فرويد. ألف العديد من الكتب المؤثرة، أبرزها تحليل الشخصية (1933)، وعلم النفس الجماعي للفاشية (1933)، والثورة الجنسية (1936)، وعُرف رايش على أنه واحدا من أكثر الشخصيات راديكالية في تاريخ الطب النفسي.
ساهمت أعمال رايش حول موضوع الشخصية في تطوير آنا فرويد لكتابها الذي يحمل عنوان «الأنا وآليات الدفاع» (1936)، كما شكلت فكرته «الدرع العضلي» (بالإنجليزية: muscular armour)‏ (التعبير عن الشخصية من خلال طريقة حركة الجسم) عدد من الابتكارات مثل العلاج النفسي للجسم، العلاج الجشطالتي وتحليل الطاقة الحيوية والعلاج البدائي.
أثرت كتابات رايش على أجيال من المثقفين، ويُنسب له صياغة مصطلح «الثورة الجنسية». وكتب الطلاب اسمه على الجدران خلال انتفاضاتهم عام 1968 في باريس وبرلين، وألقوا نسخًا من علم النفس الجماعي للفاشية على الشرطة.
أصبح رايش نائب مدير عيادة فرويد الخارجية، في فيينا، بعد تخرجه من كلية الطب بجامعة فيينا عام 1922، ووصفته إليزابيث دانتو بأنه رجل بليغ ذو أسلوب مشاكس، نجح في التوفيق بين الوضاعة والأناقة في نفس الوقت. حاول رايش التوفيق بين التحليل النفسي والماركسية، معتبراً أن العصاب متأصل في الظروف الجنسية والاجتماعية والاقتصادية، ولا سيما في نقص ما سماه «القدرة الإرجازية».
زار رايش المرضى في منازلهم لرؤية كيف يعيشون، ونزل إلى الشوارع في عيادة متنقلة، مروجا لجنس المراهقين وتوافر وسائل منع الحمل والإجهاض والطلاق، الأمر الذي مثّل رسالة استفزازية في النمسا الكاثوليكية. وقال رايش أنه يريد "مهاجمة العصاب عن طريق الوقاية منه بدلا من علاجه"".
أصبح رايش شخصية مثيرة للجدل بشكل متزايد منذ عقد 1930، وفي الفترة من عام 1932 حتى وفاته عام 1957 كانت كل أعماله منشورة ذاتيا. تسببت رسالته عن التحرر الجنسي في انزعاج مجتمع التحليل النفسي وانزعاج شركائه السياسيين أيضا، كما أن «علاجه النمائي»، والذي أخبر فيه مرضاه العراة أن يقوموا بحل «الدرع العضلي»، انتهك المحظورات الرئيسية للتحليل النفسي.
انتقل رايش إلى مدينة نيويورك عام 1939، في محالة منه للهروب من النازيين، وبعد فترة وجيزة من انتقاله صاغ مصطلح «الأورجون» (بالإنجليزية: orgone)‏ (المشتق من «النشوة الجنسية» (بالإنجليزية: orgasm)‏ و«الكائن الحي» (بالإنجليزية: organism)‏) والذي يُشير للطاقة البيولوجية التي قال أنه اكتشفها، وقال أن الآخرين يتواصلون بها مع الله، وبدأ رايش عام 1940 في بناء مراكم الأورجون، وهي أجهزة شبيهة بالبطاريات يجلس داخلها المرضى بغرض تسخير الفوائد الصحية المزعومة، الأمر الذي أدى إلى انتشار قصص صحفية تتحدث عن صناديق الجنس التي تعالج السرطان.
حصلت إدارة الغذاء والدواء الأمريكية على أمر قضائي ضد عملية شحن مراكم الأورجون بين الولايات، وتصورت الإدارة حينها أنها تتعامل مع قضية "احتيال من الدرجة الأولى""، وجاء هذا الحكم القضائي بعد صدور مقالتين مهمتين حول رايش ومراكم الأورجون في صحيفة الجمهورية الجديدة ومجلة هاربر عام 1947، وتم اتهامه بالعصيان لخرقه الأمر القضائي عام 1956، وحُكم عليه بالسجن لمدة عامين، وحُرق له أكثر من ستة أطنان من منشوراته بأمر من المحكمة، وتوفي رايش في السجن بسبب قصور في القلب بعد عام من حبسه بقليل، وقبل أيام من تقديمه طلب الإفراج المشروط.

## النشأة

### طفولته

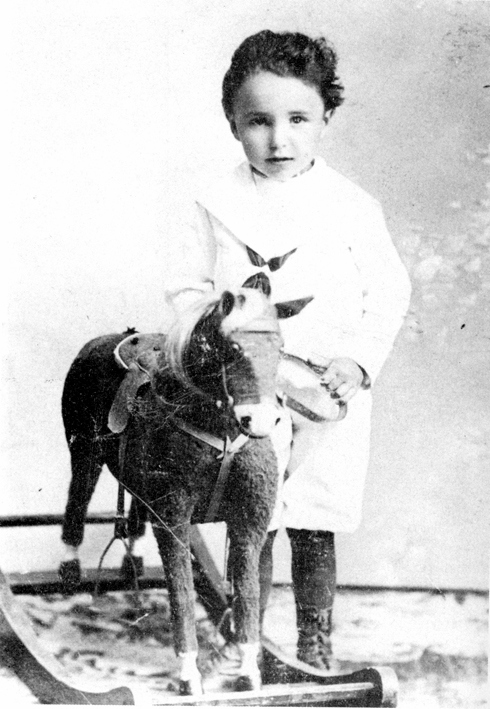
رايش عام 1900

وُلد فيلهلم رايش الولد الأول (من بين ولدين) للمزارع ليون رايش وزوجته سيسيلي، في دوبريانيشي، والتي وقتها كانت جزءا من الإمبراطورية النمساوية المجرية، وتقع حاليا في أوكرانيا. وكان لفيلهلم رايش أخت وُلدت بعده بعام واحد، لكنها توفيت في سن الطفولة. انتقلت العائلة بعد ولادته بفترة وجيزة إلى جوجينتس، وهي قرية في بوكوفينا، حيث كان والده يدير مزرعة للماشية استأجرها من عمه، جوزيف بلوم.
كان والده رجل غيور وبارد بكل المقاييس. وكان كلا من والديه يهوديين، ولكنهما قررا عدم تربية أولادهم بوصفهم يهودًا، فتربى فيلهلم رايش وشقيقه روبرت على التحدث باللغة الألمانية فقط، وعوقبوا بسبب استخدامهم لتعابير يديشية، ومُنعوا من اللعب مع الأطفال المحليين المتحدثين باللغة اليديشية.
عبَّر رايش عن نموه الجنسي المبكر في مرحلة المراهقة في مذكراته بشكل حصري. وأكد على أن أول تجربة جنسية له كانت في سن الرابعة عندما حاول ممارسة الجنس مع خادمة العائلة (التي كان يشترك معها في السرير)، وأنه كان يراقب حيوانات المزرعة بانتظام أثناء ممارستهم الجنس، وأنه استخدم مقبض السوط على الخيول بشكل جنسي أثناء الاستمناء، وأنه كان يمارس الجنس بشكل يومي تقريبا من سن الحادية عشر مع آخرون من الخدم. وكتب عن زيارات منتظمة لبيوت الدعارة، حيث زارها للمرة الأولى عندما كان في سن الخامسة عشر من عمره، وقال إنه كان يزورها يومياً من سن السابعة عشرة. كما تطورت لديه نزوات جنسية عن والدته، وكتب وهو في الثانية والعشرين من عمره أنه كان يستمني وهو يفكر فيها.
يُعد الحكم على حقيقة مذكرات رايش أمرا مستحيلا، إلا أن ابنته الثانية الطبيبة النفسية لوري رايش روبن، أخبرت كريستوفر تيرنر أنها تعتقد أن رايش كان ضحية اعتداء جنسي أثناء الطفولة، وأن هذا يفسر مدى اهتمامه الدائم بالجنس والطفولة.

### موت والديه
تلقى رايش تعليمه في المنزل حتى كان عمره 12 عامًا، عندما اكتشفت والدته علاقة غرامية مع معلمه المباشر. وكتب رايش عن هذه العلاقة في عام 1920 في أول ورقة منشورة له بعنوان «حول قضية خرق الغريزة المحرمة» (بالألمانية: Über einen Fall von Durchbruch der Inzestschranke)، والتي قدمها كطرف آخر كما لو كان يتحدث عن مريض. وكتب أنه تتبع والدته عندما ذهبت إلى غرفة نوم المعلم بالليل، وأنه شعر بالخجل والغيرة، وتساءل عما إذا كانا سيقتلانه إذا علما أنه يعرف بالأمر. وفكر لفترة وجيزة في إجبارها على ممارسة الجنس معه، تحت التهديد بإخبار والده. وفي النهاية أخبر والده، وبعد فترة طويلة من الضرب، انتحرت والدته عام 1910، الأمر الذي أقى فيه رايش باللوم على نفسه.
بالتزامن مع طرد المعلم من المنزل تم إرسال رايش إلى صالة للألعاب الرياضية كلها ذكور، في تشيرنوفتسي. وخلال هذه الفترة ظهرت عليه حالة جلدية، شُخصت فيما بعد على أنها صدفية، والتي ابتُليَ به لبقية حياته، مما أدى إلى تعليق العديد من المعلقين على بشرته الوردية. زار رايش بيوت الدعارة كل يوم وكتب في يومياته عن اشمئزازه من النساء. توفي والده بسبب مرض السل في عام 1914، وأصبح التأمين المالي لوالده عديم القيمة بسبب انتشار التضخم آنذاك، ولم يكن هناك أي مال قادم لرايش وأخيه، إلا أن رايش استطاع أن يدير المزرعة، وواصل دراسته حتى تخرج في عام 1915 بموافقة بالإجماع (بالألمانية: Stimmeneinhelligkeit). غزا الروس بوكوفينا في ذلك الصيف وهرب الأخوين، وخسرا كل شيء. كتب رايش في يومياته: «لم أرَ قط أيا من وطني أو ممتلكاتي مرة أخرى. ولم يبق من الماضي أي شيء».

## 1930-1919: فيينا

### دراسات ماقبل التخرج
انضم رايش إلى الجيش النمساوي المجري خلال الحرب العالمية الأولى، حيث خدم في الفترة من 1915 إلى 1918، وعمل كملازم على الجبهة الإيطالية مع 40 رجلاً تحت قيادته خلال آخر عامين من خدمته العسكرية. وبعد انتهاء الحرب توجه إلى فيينا، وتسجل لدراسة القانون في جامعة فيينا، لكنه وجده ممل، فتحول لدراسة الطب بعد قضاء الفصل الدراسي الأول. لم يكن رايش يمتلك أي شيء وقت وصوله فيينا، والتي كانت لا تقدم له أي شيء تقريبا، حيث أن الإطاحة بالإمبراطورية النمساوية المجرية قبل بضعة أسابيع من وصول رايش تركت الجمهورية الألمانية النمساوية حديثة التكوين تحت رحمة المجاعة. وعاش رايش على الحساء والشوفان والفاكهة المجففة التي يُقدمها المطعم الصغير التابع للجامعة، وتقاسم رايش غرفة غير مدفأة مع أخيه ومع شخص ثالث والذي كان طالبا جامعيا، وكان رايش يرتدى معطفه وقفازاته داخل الغرفة تجنبا للبرد. وقع رايش في حب زميلة له تُدعي ليا لاسزكي، والتي كان يشاركها تشريح جثة أثناء دراسة الطب، لكن هذا الحب كان بدون مقابل.
كتب ميرون شرف، مؤلف كتاب سيرة حياة رايش، أن رايش كان يحب الطب، لكنه كان عالقاً بين النظرة الاختزالية/الآلية وبين النظرة الحيوية للعالم. وكتب رايش عن هذه الفترة لاحقا:

### التعرف على فرويد

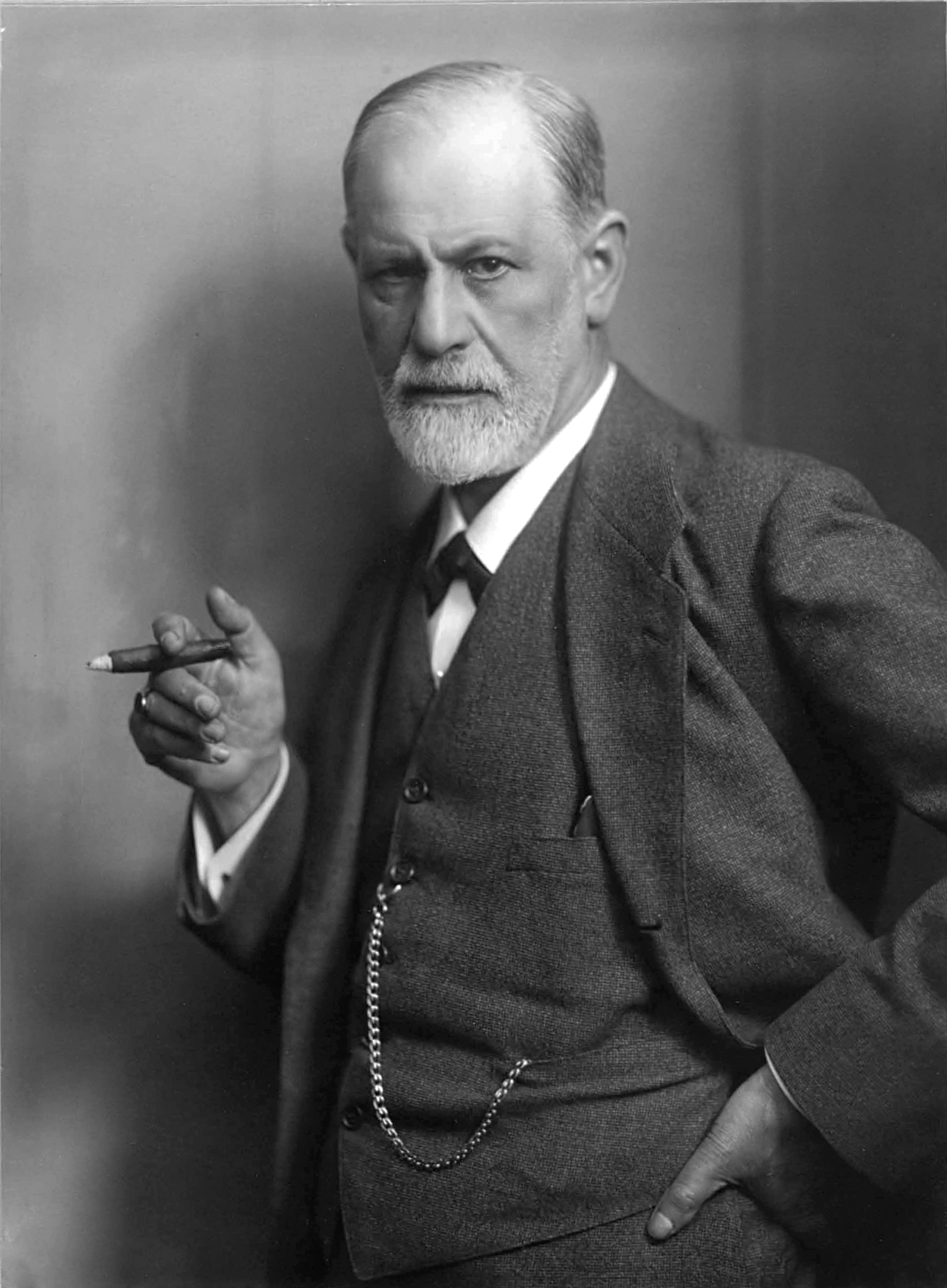
سيجموند فرويد

التقى رايش بسيجموند فرويد لأول مرة عام 1919 عندما طلب من فرويد قائمة كتب لندوة حول علم الجنس. ويبدو أنهم تركوا انطباعًا قويًا على بعضهم البعض. وسمح فرويد له بالالتقاء بمرضى التحليل النفسي في سبتمبر من ذلك العام، على الرغم من أن رايش كان في الثانية والعشرين من عمره وما زال في مرحلة البكالوريوس، الأمر الذي منحه دخلاً صغيراً. تم قبول رايش عضو ضيف في جمعية فيينا للتحليل النفسي، وأصبح عضواً منتظما في أكتوبر 1920، وبدأ تحليلاته الخاصة مع إيزيدور سادجر. وكان محل إقامته ومكان عمله في شقة كائنة في المنزل 7 بشارع بيرجاسس، نفس الشارع الذي عاش فيه فرويد في المنزل رقم 19، في منطقة ألسرجراند (Alsergrund) في فيينا.
كانت لور خان التي تبلغ من العمر 19 عام واحدة من أوائل مرضى رايش، وكان رايش معها في علاقة غرامية. وكان فرويد قد حذر المحللين من عدم التورط في علاقات مع مرضاهم، إلا أن تحذيرات فرويد ذهبت أدراج الرياح في الأيام الأولى من العمل. ووفقًا لمذكرات رايش، فإن خان مرضت قد في نوفمبر 1920 وتوفيت بسبب الإنتان بعد النوم في غرفة باردة مريرة، كانت استأجرتها كمكان تتقابل فيه هي ورايش (حيث أن كل من صاحب المكان الذي يعيش فيه رايش ووالدي خان قد منعوا اجتماعاتهم). واشتبهت والدة خان في أن ابنتها قد ماتت بعد عملية إجهاض غير مشروعة، والتي من المحتمل أن يكون رايش قد قام بها نفسه. ووفقا لكريستوفر تيرنر، فإن والدة خان كانت قد وجدت بعض من الملابس الداخلية المُدمية لابنتها في الخزانة.
كان هذا الإدعاء إدعاء خطير ضد طبيب. وقد كتب رايش في مذكراته أن والدة خان قد انجذبت إليه وقدمت هذا الإدعاء لإلحاق الضرر به. ولاحقا انتحرت والدة خان وألقي رايش باللوم على نفسه. كتب تيرنر: إذا كانت خان مرت بحالة إجهاض، فهي الأولى من بين رفيقات رايخ الأربع في فعل ذلك، فزوجته الأولى آني مرت بعدة حالات إجهاض ولكل من رفيقتيه إلسا ليندنبرغ وإيلسي أولندورف (زوجته الثانية) حالة إجهاض واحدة (مفترضا) تحت إصرار رايش.

### الزواج الأول والتخرج
بعد شهرين من وفاة خان، قبل رايخ صديقتها آني بينك (1902-1971) كنموذج تحليلي. وكانت بينك هي المريضة الأنثي الرابعة لرايش، وهي طالبة بكلية الطب، خجولة منذ ثلاثة أشهر منذ عيد ميلادها التاسع عشر. وكان على علاقة غرامية معها أيضا، وتزوجها في مارس 1922 بإصرار أبيها، وبشهادة المحلل النفسي أوتو فينيشيل وإديث بوكسباوم على الزواج. أصبحت آني رايش محللة نفسية معروفة بذاتها. ونتج عن هذا الزواج بنتان، إيفا (1924–2008) ولور (ب. 1928)، وكلاهما أصبحا طبيبتين. كما أصبحت لور رايخ روبين طبيبة ومحللة نفسية.
سُمح لرايش بإكمال البكالوريوس والدكتوراه في أربع سنوات بدلا من ستة لأنه كان من قدامى المحاربين، وتخرج في يوليو عام 1922. وعمل بعد تخرجه كطبيب باطني في المستشفى الجامعي بالمدينة، ودرس طب النفس والأعصاب من 1922 إلى 1924 في عيادة الأمراض العصبية والنفسية في المستشفى تحت إشراف البروفيسور يوليوس فاغنر فون ياورغ، الذي فاز بجائزة نوبل في الطب في عام 1927.

### عيادة فيينا

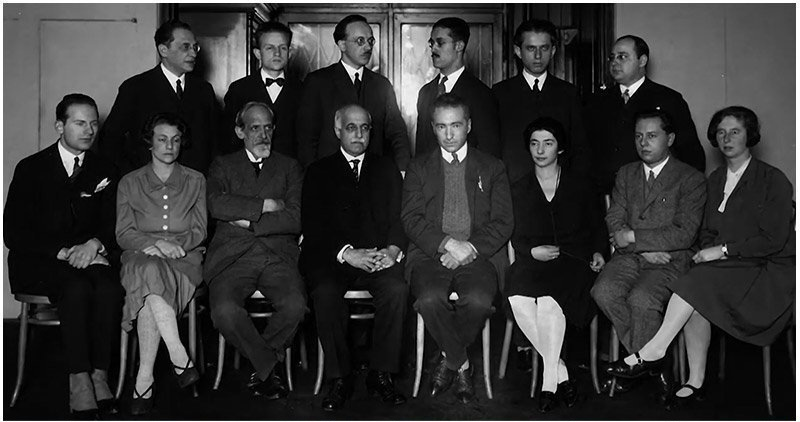
أعضاء عيادة فيينا عام 1922. يجلس إدوارد هيتشمان في الكرسي الرابع من اليسار، ورايش الخامس، وآني رايش الأولى من اليمن

بدأ رايش العمل في عيادة فرويد الخارجية للتحليل النفسي عام 1922، والمعروفة باسم فيينا أمبولاتوريوم (بالإنجليزية: Vienna Ambulatorium)‏، والتي افتتحت في 22 مايو من ذلك العام في بيليكانجاس 18 من قبل إدوارد هيتشمان. وأصبح رايش المدير المساعد لهوسشمان في عام 1924 وعمل هناك حتى انتقاله إلى برلين في عام 1930.
قدمت العيادة بين عامي 1922 و 1932 تحليلات نفسية مجانية أو بتكاليف مخفّضة إلى 1,445 رجلاً و 800 امرأة، عانى الكثير منهم من صدمة القذائف  بعد الحرب العالمية الأولى. وكانت هذه هي العيادة الثانية التي يتم افتتاحها تحت إشراف فرويد. وكانت الأولى في بوليكلينك (بالإنجليزية: Poliklinik)‏ في برلين، والتي أنشئت في عام 1920 من قبل ماكس إتيجون وإرنست سيميل.
كتب شرف أن العمل مع العمال والمزارعين والطلاب سمح لرايش بالابتعاد عن علاج الأعراض العصابية لمراقبة أنماط الحياة الفوضوية والشخصيات المعادية للمجتمع. وجادل رايش بأن الأعراض العصبية مثل اضطراب الوسواس القهري هي محاولة لا واعية للسيطرة على بيئة معادية، متضمنة الفقر أو سوء معاملة الأطفال. ومثّل ذلك أمثلة على ما أسماه رايش «درع الشخصية» (بالألمانية: Charakterpanzer)، وهي أنماط السلوك المتكررة، والكلام والجسد الذي كان بمثابة آليات دفاعية. وفقا لدانتو، والتمس رايش المرضى الموجودين في عيادة فرويد، والذين تم تشخيصهم على أنهم مرضى نفسيين، معتقدا أن التحليل النفسي يمكن أن يحررهم من غضبهم.
التحق رايش بكلية معهد التحليل النفسي في فيينا في عام 1924 وأصبح مدير التدريب. ووفقا لدانتو، فقد كان يحظى رايش باحترام كبير في الندوات الفنية الأسبوعية التي ترأسها في عيادة فرويد، حيث قدم أبحاثًا عن نظريته حول بنية الشخصيات، مجادلاً أن التحليل النفسي يجب أن يعتمد على فحص الصفات اللاشعورية، والتي عُرفت فيما بعد باسم دفاعات الأنا. وشرع فريتز بيرلز في حضور الندوات من 1927، وهو من طور لتطوير العلاج الجشطالتي مع زوجته لورا بيرلز. وكُتبت العديد من التعليقات حول كيفية تأجيج الندوات وعن بالغة حديث رايش. وفقا لصحيفة دنماركية في عام 1934:

في اللحظة التي يبدأ فيها الكلام، ليس في المنصة، بل يتجول حولها على مخالب القط، فهو ببساطة ساحر. فرجل كرايش لو وجد في القرون الوسطى لأرسلوه إلى المنفى. فهو ليس فقط بليغا، ولكنه أيضا يُبقي مستمعيه مبهورين بشخصيته المتألقة التي تنعكس في عينيه الصغيرتين الداكنتين.

### الكتاب الأول
نُشر أول كتاب لرايش بعنوان الشخصية المندفعة: دراسة نفسية تحليلية لمرض النفس (بالألمانية: Der triebhafte Charakter: Eine psychoanalytische Studie zur Pathologie des Ich) عام 1925. وكان يُمثل دراسة للشخصيات المعادية للمجتمع التي واجهها في العيادة الخارجية (الأمبولاتوريوم)، وجادل رايش حول الحاجة إلى نظرية شاملة عن الشخصية. وحظى الكتاب بتقدير مهني، متضمنا تقدير فرويد نفسه، الذي رتب عام 1927 لتعيين رايش في اللجنة التنفيذية لجمعية فيينا للتحليلات النفسية. وتم التعيين مع اعتراض بول فيدرن، الذي كان المحلل الثاني لرايش في عام 1922 والذي اعتبر رايش مريضا نفسيا طبقا لشرف. ولاحقا وجد رايش أن الجمعية مملة وكتب أنه يصرف فيها كما لو كان "قرش في بركة من سمك الشبوط.

### القدرة الإرجازية

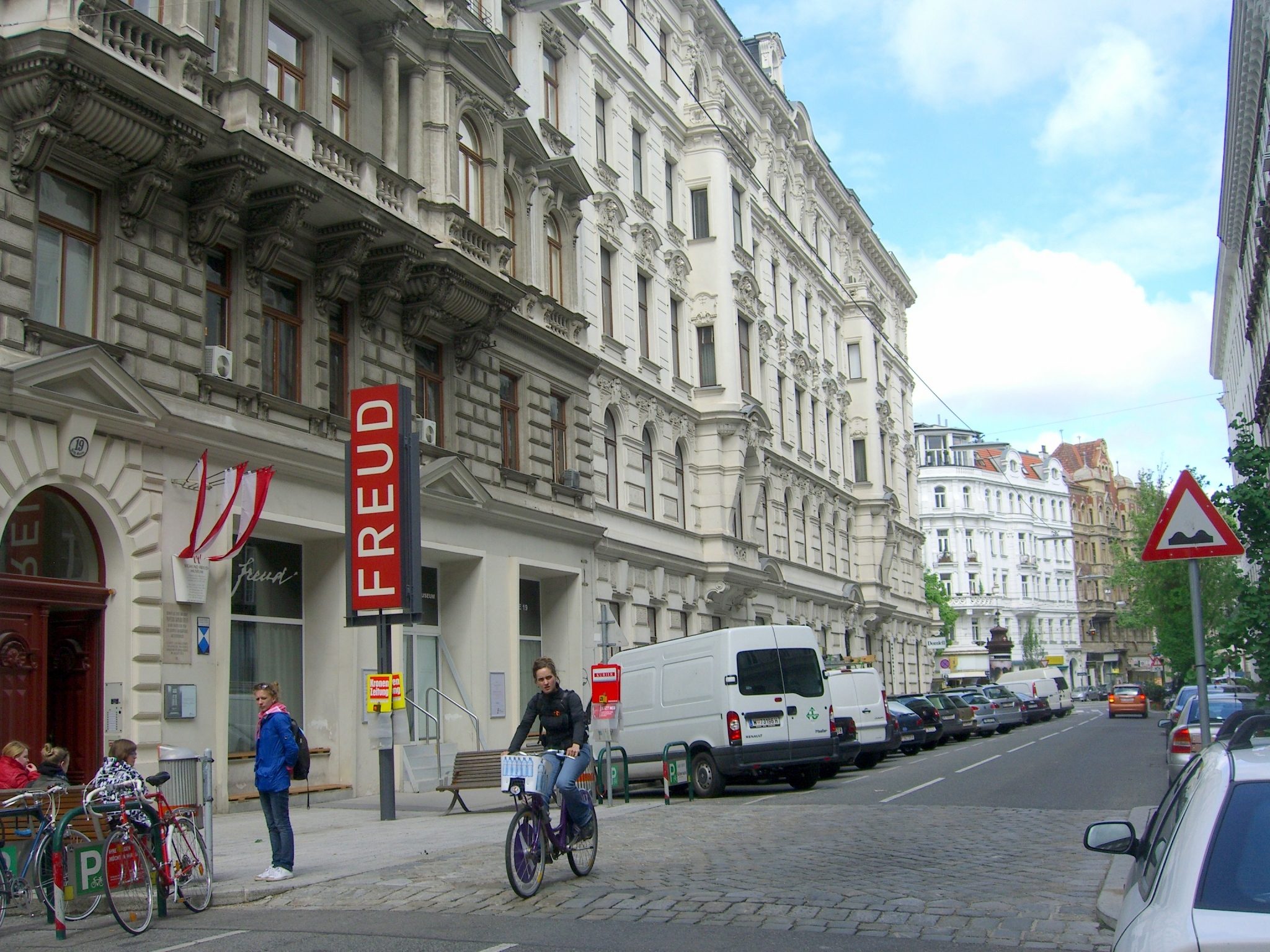
عاش رايش في بيرجاس، فيينا (صورة للمكان في 2010)، حيث عاش فرويد بنفس المكان في العقار رقم 19

نشر رايش سلسلة من الأوراق حول فكرة "القدرة الإرجازية" ابتداءً من عام 1924، وتُمثل الفكرة القدرة على إطلاق المشاعر من العضلات وفقدان الذات في هزة الجماع الشهواني، وهي فكرة أطلق عليها فرويد اسم لعة رايش "رأس الفرس" ((بالألمانية: Steckenpferd)). جادل رايش أن الصحة النفسية والقدرة على الحب تعتمد على القوة الإرجازية، والتفريغ الكامل للرغبة الجنسية: "فيجب أن يتوافق القذف الجنسي، أثناء الفعل الجنسي، مع الإثارة التي تؤدي إليه." وكتب: "إن الأمر ليس فقط أن تمارس الجنس ... وليس العناق في حد ذاته، وليس الجماع، بل هو تجربة عاطفية حقيقية لفقدان نفسك، لفقدان ذاتك الروحية كلها. وقال أن القوة الإرجازية كانت هدف تحليل الشخصية.
كتب شرف أنه في الوقت الذي استُقبلت فيه أعمال رايش حول الشخصية بالترحاب من قبل جمعية التحليل النفسي، فإن أعماله حول القوة الإرجازية لم تكن معروفة في البداية، ثم سُخر منها في وقت لاحق. وأصبح رايش يُعرف باسم «رسول هزة الجماع المثالية» و «مؤسس المدينة التناصلية الفاضلة.»

### راحة سويسرا العلاجية
توفي شقيق رايش بمرض السل عام 1926، وهو نفس المرض الذي قتل والده. كتب ترنر أن ربع حالات الوفاة في عشرينيات القرن العشرين في فيينا كانت بسبب السل. التقط رايش العدوى عام 1927 وأمضى عدة أسابيع في شتاء ذلك العام في سانوريوم، دافوس بسويسرا، حيث يتواجد مرضى السل من أجل العلاجات الشافية والهواء النقي قبل أن تتوافر المضادات الحيوية على نطاق واسع في حوالي عام 1945. وكتب تيرنر أن رايش خاض أزمة سياسية وجودية في دافوس، وعاد إلى المنزل في الربيع غاضبا ومرتابا وفقا لآني رايش. وبعد بضعة أشهر، خرج رايش وآني إلى الشوارع خلال ثورة يوليو عام 1927 في فيينا، عندما تم قتل 84 عاملاً بطلق ناري على أيدي الشرطة وأصيب 600 آخرون. ويبدو أن هذه التجربة قد غيرت من رايش؛ وكتب رايش عن ذلك قائلا أنه كان أول لقاء له مع اللاعقلانية البشرية. بدأ رايش بعدها في الشك في كل شيء، وفي عام 1928 انضم إلى الحزب الشيوعي النمساوي:

### حركة الجنس السياسي
افتتح رايش عقب إطلاق النار الذي شهده علي المتظاهرين في فيينا عام 1927 ست عيادات مجانية لتقديم المشورة الجنسية لمرضى الطبقة العاملة. وقد أشرف على كل عيادة طبيب، مع ثلاثة أطباء توليد ومحامٍ تحت الطلب، وعرضت هذه العيادات ما وصفه رايش «استشارات جنسية-سياسية»(بالإنجليزية: Sex-Pol counselling)‏. ورمزت عبارة «الجنس السياسي» للجمعية الألمانية للسياسة الجنسية البروليتارية (العُمالية) (بالإنجليزية: German Society of Proletarian Sexual Politics)‏. وقدم رايش مزيجا من «الاستشارة النفسية، والنصائح الماركسية ووسائل منع الحمل»، وطالب بالتسهيل الجنسي، للشباب وغير المتزوجين، الأمر الذي أزعج محللي التحليل النفسي الآخرين واليسار السياسي، واكتظت العيادات على الفور بالأشخاص الذين يبحثون عن مساعدة.
خرج رايش إلى الشوارع في عيادة متنقلة، حيث كان يقود سيارته متجهاً إلى المنتزهات وخارجاً إلى الضواحي مع أخصائيين نفسيين وأطباء آخرين. وكان رايش يتحدث إلى المراهقين والرجال، بينما كان أخصائي أمراض النساء يجهزون النساء بأجهزة منع الحمل، فيما تحدثت ليا لازكي (وهي المرأة التي وقعت رايش في حبها في كلية الطب) مع الأطفال. كما قاموا بتوزيع كتيبات التربية الجنسية من الباب للباب.

### وظيفة الإرجاز
نشر رايخ كتابه وظيفة الإرجاز (بالألمانية: Die Funktion des Orgasmus) في عام 1927، وكرس (أهدى) الكتاب لفرويد. وكان رايش قد قدم نسخة بخط اليد إلى فرويد في عيد ميلاده الـ 70 في 6 مايو 1926، ولم يبدو على فرويد التأثر. وعندما سلم رايخ النسخة لفرويد قال«هذا السميك؟»، واستغرق فرويد شهرين لكتابة خطاب الرد الذي كان موجزا لكنه إيجابي، وهو ما فسره رايخ على أنه رفض للكتاب. وكان رأي فرويد أن الأمر كان أكثر تعقيدًا مما اقترحه رايش، وأنه ليس هناك سبب واحد للعصاب. كتب فرويد عام 1928 لمحلل نفسي آخر وهو الدكتور لو أندرياس سالومي:

### زيارة الاتحاد السوفيتي
زار رايش وزوجته الاتحاد السوفييتي في جولة محاضرات عام 1929، تاركين طفليهما في رعاية المحلل النفسي بيرتا بورنشتاين. وكتب شرف أن رايش عاد أكثر اقتناعا بالعلاقة بين الاضطهاد الجنسي والاقتصادي، والحاجة إلى دمج ماركس وفرويد. ونُشرت مقالته المادية الجدلية والتحليل النفسي في جريدة الحزب الشيوعي الألماني (بالألمانية: Unter dem Banner des Marxismus) عام 1929. واستكشفت المقالة ما إذا كان التحليل النفسي متوافقًا مع المادية التاريخية والنضال الطبقي والثورة البروليتاري (العُمال). وخلص رايش إلى وجود توافق إذا ما طبقت المادية الجدلية على علم النفس. وكان هذا واحدا من التصريحات النظرية المركزية لحقبة الماركسية، والتي تضمنت فرض الأخلاق الجنسية (1932)، النضال الجنسي للشباب (1932)، علم النفس الجماعي للفاشية (1933)، «ما هو الوعي الطبقي؟» (1934) والثورة الجنسية (1936).

## 1934-1930: ألمانيا والدنمارك والسويد

### دار النشر

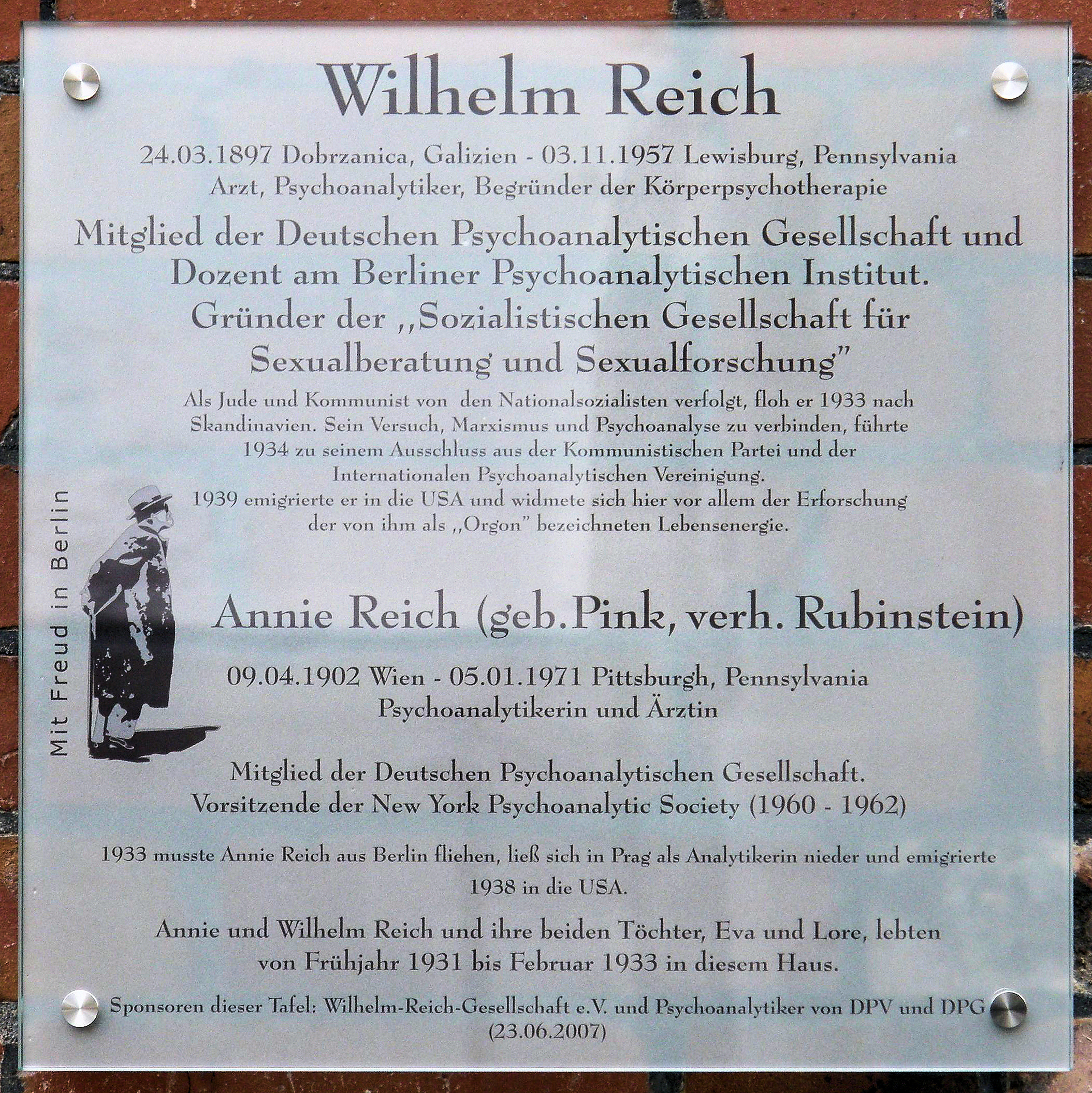
لوحة على المنزل الذي عاش فيه رايش من 1931-1933. برلين

انتقل رايش وزوجته إلى برلين في نوفمبر عام 1930، حيث أقام العيادات في مناطق الطبقة العاملة، ودرّس التربية الجنسية ونشر الكتيبات، وانضم إلى الحزب الشيوعي في ألمانيا، لكنه نفد صبره بسبب تأخر الحزب في نشر أحد كتيباته (بالألمانية: Der Sexuelle Kampf der Jugend) والذي نُشر بالإنجليزية باسم «النضال الجنسي للشباب» (1972). أنشأ رايش دار نشر خاصة به (سُميت دار نشر السياسة الجنسية (بالألمانية: Verlag für Sexualpolitik)) ونشر الكتاب بنفسه.
لاحقا، أدت مشاركة رايش في مؤتمر تعزيز النشاط الجنسي للمراهقين إلى إعلان الحزب أنه لن ينشر مقالاته بعد الآن. وفي 24 مارس 1933، أخبره فرويد أن عقده مع دار نشر التحليل النفسي الدولية لنشر كتاب تحليل الشخصية قد أُلغي. وكتب شرف أن هذا كان شبه مؤكد بسبب موقف رايش من جنس المراهقين.

### تحليل الشخصية
نُشر كتاب رايش 
التكنولوجيا والأساسيات لدراسة وممارسة المحللين(بالألمانية: Technik und Grundlagen für studierende und praktizierende Analytiker) عام 1933، والذي أطلق عليه روبرت كورينغتون «تحفة رايش الرئيسية». وتمت مراجعة الكتاب ونشره بالإنجليزية في 1946 و 1949 على أنه تحليل الشخصية. وسعى الكتاب لتحريك التحليل النفسي نحو إعادة تشكيل بنية الشخصية.
بالنسبة لرايش فإن هيكل الشخصيات هو نتيجة للعمليات الاجتماعية، وتحديدا انعكاس عقدة الخصاء وعقدة أوديب، والتي تلعب دورها داخل نواة الأسرة. وكتب كل من لي جرينبيرج وجيريمي سافران أن رايش اقترح هوية وظيفية بين الشخصية والإحصارات العاطفية والتوتر في الجسم، أو ما أسماه درع الشخصية (أو درع العضلات/الجسم) (بالألمانية: arakterpanzer).
اقترح رايش أن الدرع العضلي يُمثل دفاعًا يحتوى على تاريخ صدمات المريض. على سبيل المثال، ألقى رايش باللوم في موضوع سرطان الفك الذي أصاب فرويد على درع فرويد العضلي، بدلا من إلقاء اللوم على التدخين: فقد كانت يهودية فرويد تعني أنه كان «يقرع/يحجب» المثيرات بدلاً من التعبير عنها، وبالتالي فحلّ الدروع من شأنه أن يعيد ذكرى قمع الطفولة الذي تسبب في الحجب في المقام الأول.

### نهاية الزواج الأول
أقام رايش العديد من العلاقات النسائية خلال زواجه من آني رايش، وانتهى الزواج بينهما عام 1933 بعد أن بدأ رايش علاقة جدية مع إلسا ليندنبيرج في مايو 1932، وهي راقصة وتلميذة لإلسا جيندلر. وكان رايش يعيش مع ليندنبرج في ألمانيا عندما أصبح هتلر مستشارًا في يناير عام 1933. وفي 2 مارس من ذلك العام نشرت الصحيفة النازية فولكيشير بيوباتشتر (بالألمانية: Völkischer Beobachter) هجومًا على معركة الشباب الجنسي (بالألمانية: Der Sexuelle Kampf der Jugend)، وفي اليوم التالي غادر رايش وليندنبرج إلى فيينا. وانتقلوا من هناك إلى الدنمارك، حيث تم استبعاد رايش من الحزب الشيوعي الدنماركي في نوفمبر 1933 (من دون الانضمام إليه) بسبب تأييده لجنس المراهقين وبسبب نشره كتابه علم النفس الجماعي للفاشية، والذي اعتبروه «معاديا للثورة». وكان هناك العديد من الشكاوى حول تأييده للإجهاض، والتثقيف الجنسي، ومحاولات انتحار المرضى المراهقين، وعندما انتهت صلاحية تأشيرة رايش، لم يتم تجديدها وفقا لتيرنر.
حاول رايش أن يجد دعما بين المحلل النفسي في المملكة المتحدة حتى يتمكن من الاستيطان هناك، وقابله كل من إرنست جونز، ميلاني كلاين، جوان ريفيير وجيمس ستراشي في لندن. وقرروا أن رايش "لم يتم تحليله بشكل كافٍ" وأن لديه عداوة غير محسومة تجاه فرويد. كتبت آنا فرويد عن رايش عام 1938 (والتي أخبرها جونز حول رغبة رايش في الانتقال إلى إنجلترا): "هناك جدار في مكان ما حيث يتوقف فيه لفهم وجهة نظر الشخص الآخر ويطير إلى عالم من خاصته". ... إنه شخص غير سعيد ... وأخشى أن ينتهي هذا بمرض."
انتقل رايش ولندنبرغ إلى مالمو في السويد، والتي وصفها رايش بأنها «أفضل من معسكر اعتقال»، لكنه وُضع تحت المراقبة عندما اشتبهت فيه الشرطة بأنه كان يدير بيتًا للدعارة مع زوجته بسبب زيارات المرضى التي أجراها كثيرا في غرفته في الفندق. ورفضت الحكومة تمديد تأشيرته، واضطر الزوجان إلى العودة لفترة وجيزة إلى الدنمارك، ودخل رايش تحت اسم مستعار.

## روابط خارجية
- فيلهلم رايش على موقع IMDb (الإنجليزية)
- فيلهلم رايش على موقع الموسوعة البريطانية (الإنجليزية)
- فيلهلم رايش على موقع مونزينجر (الألمانية)
- فيلهلم رايش على موقع ميوزك برينز (الإنجليزية)
- فيلهلم رايش على موقع إن إن دي بي (الإنجليزية)
- فيلهلم رايش على موقع قاعدة بيانات الفيلم (الإنجليزية)